# Punaise

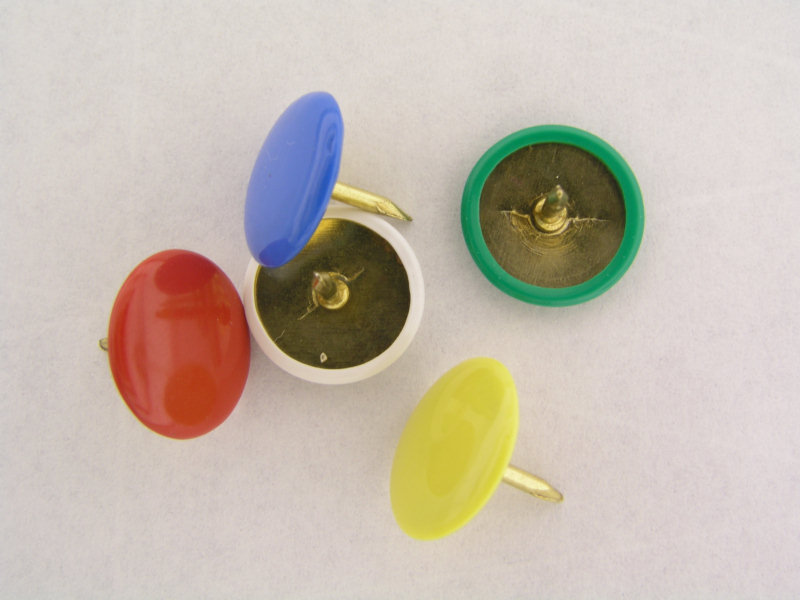
Punaises met verschillend gekleurde koppen

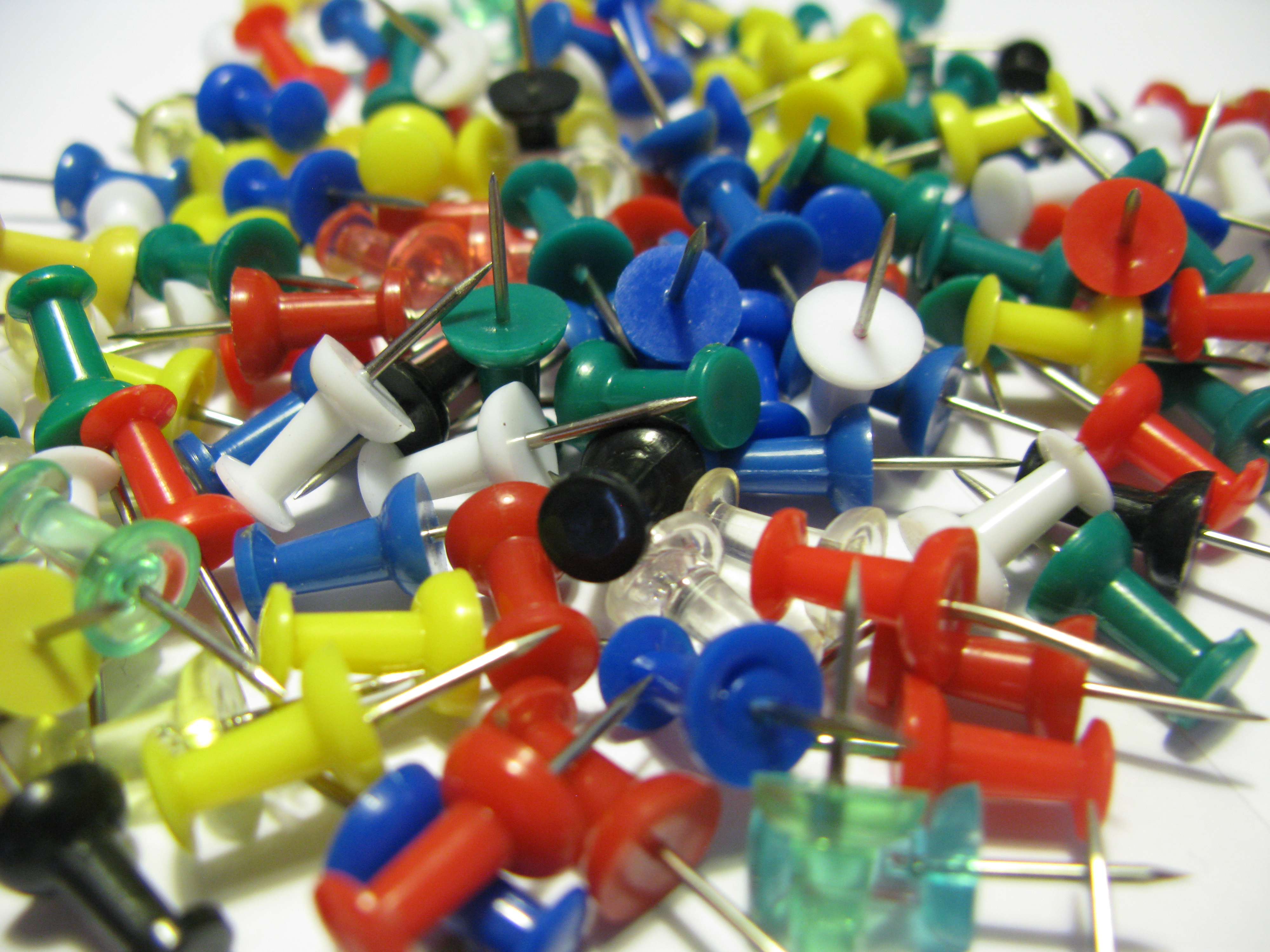
Een verhoogde variant, die makkelijker uit het prikbord te trekken is.

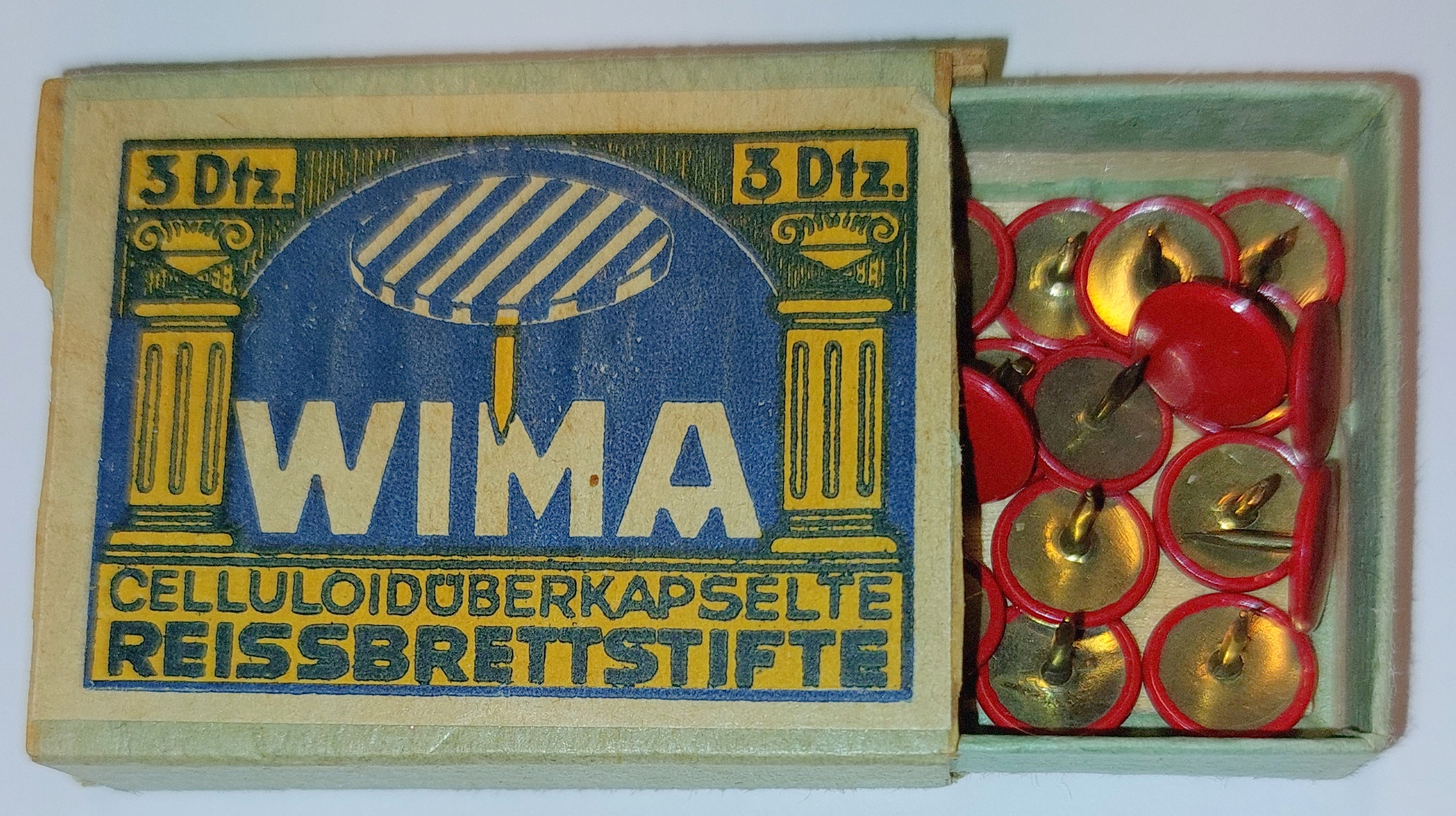
Oud Duits punaisedoosje

Een punaise of duimspijker is een korte spijker of speld met een zeer brede kop, waardoor hij met de hand in een zachte ondergrond (bijvoorbeeld hout) te drukken is. Punaises worden meestal gebruikt om papier op prikborden te bevestigen.
De punaise werd in 1903 uitgevonden door Mick Clay uit Barnsley, South Yorkshire, Engeland. Hij verkocht de rechten aan de zakenman Otto Lindstedt die er een patent op kreeg in januari 1904. Lindstedt werd rijk en Clay bleef arm. Andere bronnen schrijven de uitvinding toe aan de Oostenrijkse fabriekseigenaar Heinrich Sachs in 1888 of ook aan Johann Kirsten uit Lychen (Duitsland, 1903).

## Woordherkomst

### Punaise
Het woord punaise was in het Frans reeds vóór de uitvinding van de duimspijker de gangbare naam voor de bedwants of wandluis. Dit insect heeft een verbreed en plat lichaam en beschikt over een lange, prikkende zuigsnuit. Het spijkertje kreeg, vanwege de uiterlijke overeenkomst, dezelfde naam als het beestje. De naam betekent in het Frans stinker. 

### Duimspijker
In Vlaanderen wordt ook het, door sommige taalgebruikers als purisme beschouwde, woord duimspijker gebruikt. Het woord staat al sinds de vroegste edities uit het begin van de twintigste eeuw in de Grote Van Dale. Het VRT-taaladvies rekent het niet tot het Algemeen Nederlands. De laatste editie van de Grote Van Dale (2015) rekent het woord tot het Belgisch-Nederlands.